# Tetranacriella papillata
Tetranacriella papillata är en svampart som beskrevs av Kohlm. & Volkm.-Kohlm. 2001. Tetranacriella papillata ingår i släktet Tetranacriella, divisionen sporsäcksvampar och riket svampar.   Inga underarter finns listade i Catalogue of Life.